# Primer Gobierno Núñez Feijóo
El Primer Gobierno Núñez Feijóo (en gallego: Primeiro Goberno Feijóo) fue el gobierno autónomo de Galicia entre el 20 de abril de 2009 y el 3 de diciembre de 2012, bajo la octava legislatura del Parlamento de Galicia.
Fue liderado por el conservador Alberto Núñez Feijóo, tras la victoria del PP con mayoría absoluta en las elecciones parlamentarias. Sucedió al gobierno de coalición del socialista Emilio Pérez Touriño y cedió el poder al segundo gobierno de Feijóo, tras la nueva victoria del PP en las elecciones de 2012.

## Historia
Este gobierno está encabezado por el nuevo presidente conservador de la Junta de Galicia, Alberto Núñez Feijóo Está formado y apoyado por el Partido Popular (PP). Solo tiene 38 diputados de 75, o el 50,7% de los escaños del Parlamento.
Se formó tras las elecciones parlamentarias del 1 de marzo de 2009.
Sucede así al gobierno del socialista Emilio Pérez Touriño, en el poder desde 2005, formado y apoyado por una coalición de centro izquierda entre el Partido Socialista Obrero Español (PSOE) y el Bloque Nacionalista Galego (BNG).

### Formación
El 18 de diciembre de 2008, Emilio Pérez Touriño anunció la convocatoria de elecciones parlamentarias para el 1 de marzo de 2009. A pesar de las encuestas, la votación la ganó el Partido Popular de Alberto Núñez Feijóo con sólo un escaño por delante de la coalición gobernante.
Alberto Núñez Feijóo asumió como presidente de la Junta el 16 de abril y asumió el cargo dos días después. Su ejecutivo, que cuenta con diez miembros frente a los trece del equipo saliente, prestará juramento el 20 de abril.

### Evolución
A finales de 2011, tras recuperar el poder el PP bajo la presidencia de Mariano Rajoy, la Consejera de Hacienda, Marta Fernández Currás , fue elegida Secretaria de Estado de Presupuestos y se nombra Secretaria General de Salud a la Consejera de Salud, Pilar Farjas. Aprovechando estos dos nombramientos, Alberto Núñez Feijóo llevó a cabo una reorganización de gobierno el 4 de enero de 2012. Además de sustituir a los que se marchaban, redujo aún más el número de consejerías de diez a ocho, fusionando los departamentos de Educación y Cultura, y los de Mar y Medio Rural. El tamaño del nuevo ejecutivo es, por tanto, un 40% menor que durante la legislatura anterior.

## Composición
| | |                                                                     |                                                                                 |  |
| Primer Gobierno de Alberto Núñez Feijóo                                                               | |                                                                     |                                                                                 |  |
| 20 de abril de 2009 - 2 de diciembre de 2012                                                          | |                                                                     |                                                                                 |  |
| | Partido Popular de Galicia                                                                            |                                                                     |                                                                                 |  |
| | Independiente                                                                                         |                                                                     |                                                                                 |  |
| Presidente                                                                                            | Presidente                                                                                            |                                                                     | Alberto Núñez Feijóo 20 de abril de 2009-2 de diciembre de 2012                 |  |
| Presidencia, Administraciones Públicas y Justicia                                                     | Presidencia, Administraciones Públicas y Justicia                                                     |                                                                     | Alfonso Rueda Valenzuela 20 de abril de 2009-2 de diciembre de 2012             |  |
| Hacienda                                                                                              | Hacienda                                                                                              |                                                                     | Marta Fernández Currás 20 de abril de 2009-30 de diciembre de 2011              |  |
| Hacienda                                                                                              | Hacienda                                                                                              | Elena Muñoz Fonteriz 30 de diciembre de 2011-2 de diciembre de 2012 |                                                                                 |  |
| Medioambiente, Territorio e Infraestructuras                                                          | Medioambiente, Territorio e Infraestructuras                                                          |                                                                     | Agustín Hernández Fernández de Rojas 20 de abril de 2009-2 de diciembre de 2012 |  |
| Economía e Industria                                                                                  | Economía e Industria                                                                                  |                                                                     | Javier Guerra Fernández 20 de abril de 2009-2 de diciembre de 2012              |  |
| Educación y Ordenación Universitaria (2009-2012) Educación, Cultura y Ordenación Universitaria (2012) | Educación y Ordenación Universitaria (2009-2012) Educación, Cultura y Ordenación Universitaria (2012) |                                                                     | Jesús Vázquez Abad 20 de abril de 2009-2 de diciembre de 2012                   |  |
| Sanidad                                                                                               | Sanidad                                                                                               |                                                                     | Pilar Farjas Abadía 20 de abril de 2009-4 de enero de 2012                      |  |
| Sanidad                                                                                               | Sanidad                                                                                               | Rocío Mosquera 4 de enero de 2012-2 de diciembre de 2012            |                                                                                 |  |
| Cultura y Turismo                                                                                     | Cultura y Turismo                                                                                     |                                                                     | Roberto Varela Fariña 20 de abril de 2009-4 de enero de 2012                    |  |
| Cultura y Turismo                                                                                     | Cultura y Turismo                                                                                     | En enero de 2012 desaparece el cargo.                               |                                                                                 |  |
| Trabajo y Bienestar                                                                                   | Trabajo y Bienestar                                                                                   |                                                                     | Beatriz Mato Otero 20 de abril de 2009-2 de diciembre de 2012                   |  |
| Medio Rural                                                                                           | Medio Rural                                                                                           |                                                                     | Samuel Jesús Juárez Casado 20 de abril de 2009-4 de enero de 2012               |  |
| Medio Rural                                                                                           | Medio Rural                                                                                           | En enero de 2012 desaparece el cargo.                               |                                                                                 |  |
| Mar (2009-2012) Mar y Medio Rural (2012)                                                              | Mar (2009-2012) Mar y Medio Rural (2012)                                                              |                                                                     | Rosa Quintana Carballo 20 de abril de 2009-2 de diciembre de 2012               |  |